# 岩本多代
岩本 多代（いわもと ますよ、1940年〈昭和15年〉3月5日 - 2020年〈令和2年〉8月17日）は、日本の女優。血液型はA型。
和歌山県田辺市出身。大阪府立市岡高等学校卒業。最終所属はオフィスPSC。

## 人物
高校卒業後、俳優座養成所に11期生として入所。
1962年、養成所を卒業して劇団新人会に所属。『おっぺけぺ』『さすらい』などの舞台に出演して注目される。
1961年のテレビドラマ『絶唱』（フジテレビ）でデビュー。1963年の紹介記事では、これからの抱負として「おとなしい娘役ばかりではなく、明るく活動的な役にも取り組みたい」と述べている。この頃、松竹と本数契約して『無宿人別帳』（1963年）などの映画に出演。
1963年、NHKのドラマ『青春の構図』でヒロインを演じる。それまでの役柄は清純な娘役が大半であったが、本作では大学に通いながらガソリンスタンドを経営する女性役で、当時の紹介記事では「難しいですがやりがいがあります」と述べている。
1969年の劇団新人会の解散以降はフリーとなり、『おれの行く道』（1975年）、『ガラスのうさぎ』（1979年）などの映画や、NHK連続テレビ小説『虹を織る』（1980年）などのテレビドラマに多数出演している。
特技は日本舞踊（花柳流）、三味線。
2020年8月19日、1人暮らしの自宅で心肺停止状態で倒れているところを発見され、死亡が確認された。80歳没。訃報は同月24日に所属事務所サイトで公表された。所属事務所によれば、同月17日午後に虚血性心疾患により死亡したものと推定されている。

## 出演

### テレビドラマ

#### NHK
- NHK劇場 / 砂丘（1963年）
- みちしるべ（1963年） - 主演・玉城洋子 役
- 青春の構図（1963年） - 主演・谷口美保 役
- チコちゃん日記（1965年 - 1966年）
- 大河ドラマ
  - 春の坂道（1971年） - 一の御台 役
  - 新・平家物語（1972年） - 梅野 役
  - 徳川家康（1983年） - 朝日姫 役
  - 独眼竜政宗（1987年） - 大崎御前 役
  - 春日局（1989年） - ミツ 役
  - 信長 KING OF ZIPANGU（1992年） - かなえ 役
  - 葵 徳川三代（2000年） - 西郡局 役
- 連続テレビ小説
  - 北の家族（1973年） - 木村泰子 役
  - いちばん星（1977年）
  - マー姉ちゃん（1979年） - 岩村花江 役
  - 虹を織る（1980年） - 島崎八重 役
  - 澪つくし（1985年） - 坂東千代 役
  - あぐり（1997年） - 長堀喜美子 役
  - 天花（2004年） - 正岡妙子 役
  - 芋たこなんきん（2006年 ‐ 2007年） - 徳永イシ 役
- 幻の殺意（1972年）
- 出会い（1973年）
- 銀河テレビ小説
  - もず（1980年） - おなか 役
- 新・なにわの源蔵事件帳 第10話「エレキ恐るべし」（1984年）
- 宮本武蔵（1984年） - およし 役
- 花へんろ（1984 - 1985年） - ツヤ子 役
- 武蔵坊弁慶（1986年） - 磯禅師 役
- 子どもの隣り（1986年5月5日） - 峰子 役
- 詩城の旅びと（1989年） - 木村正子 役
- 清左衛門残日録（1993年） - 中根杉乃 役
- 戦国武士の有給休暇（1994年） - 清照尼 役
- 天晴れ夜十郎（1996年） - おとよ 役
- 銃口（1997年）
- えいごリアン（2005年 - 2008年） - 品川の祖母 役
- 再生の町（2009年） - 高岡さわこ 役
- 父の花、咲く春〜岐阜・長良川幇間物語〜（2013年4月3日、NHK BSプレミアム） - 野本晴代 役
- 花咲くあした（NHK BSプレミアム） - 山内葉子 役
  - 第5回「ふしだらにワケあり」（2014年2月2日）
  - 第6回「甘い誘惑?!」（2014年2月9日）
- 紅雲町珈琲屋こよみ（2015年4月29日） - 由紀乃 役[6]
- 鴨川食堂 第6話「初恋のビーフシチュー」（2016年2月14日、NHK BSプレミアム） - 古田幸恵 役
- 夕凪の街 桜の国2018（2018年8月6日、NHK広島） - 古田幸子 役
- 路〜台湾エクスプレス〜（2020年5月16日 - 30日） - 葉山曜子 役

#### 日本テレビ
- 太陽野郎（1967年 - 1968年） - 佐久間章子 役
- ローンウルフ 一匹狼 第38話・第39話「長い夜の果てに（前編・後編）」（1968年）
- 火曜日の女シリーズ 恋の罠（1970年）
- わが青春のとき（1970年）
- 伝七捕物帳 第31話「島から来た花嫁」（1974年） - おゆう 役
- ひまわりの詩（1975年 - 1976年） - 伊丹梅子 役
- 俺たちの旅（1976年） - 熊沢貴子 役
- 桃太郎侍 第52話「猿の代りに雉が来た!」（1977年） - お梶 役
- 太陽にほえろ! 第571話「誘拐」（1983年） - 松尾幸恵 役
- 気分は名探偵（1984年） - 倉田早苗 役
- 刑事貴族2（1991年）
- STATION（1995年） - 鴨志田春江 役（声のみ）
- すいか - 木山タマ子 役
  - 第3話「百円玉で買った幸せ!?」（2003年7月26日）
  - 第9話「決戦! さよなら母さん」（2003年9月13日）
- ナースマンがゆく 第2話「強い人間ばかりじゃないんです」（2004年10月30日） - 篠原すず 役
- クレオパトラな女たち（2012年4月18日 - 6月6日） - 市井真知子 役
- ○○妻（2015年1月14日 - 3月18日） - 久保田仁美 役
- ヒガンバナ〜警視庁捜査七課〜 第4話「愛の悲劇…女性科学者が謎の爆死!」（2016年2月3日） - 峰岸静子 役
- 火曜サスペンス劇場
  - 受験地獄（1982年1月12日） - 木村久代 役
  - 女監察医・室生亜季子3「瀬戸内竹原殺人行」（1987年9月1日） - 本多真記 役
  - 婚約解消殺人事件（1989年6月13日）
  - 香子の夢 コンパニオン殺人事件（1989年12月5日） - 深谷幸江 役
  - 弁護士・朝日岳之助
    - 弁護士・朝日岳之助2「有罪率99%の壁」（1990年5月29日） - 船部八千代 役
    - 弁護士・朝日岳之助13「温情捜査」（1999年7月13日） - 町田絹代 役

  - 女動物医事件簿（1990年 - 1991年） - 岩間佐恵子 役
  - フルムーン旅情ミステリー5（1991年）
  - 松本清張作家活動40年記念スペシャル・ゼロの焦点（1991年） - 禎子の母 役
  - 京都・女性記者シリーズ（1994年 - 1995年） - 村上珠枝 役
  - 道連れ（1998年6月16日） - 高峰里子 役
  - 事件記者2（1999年12月7日） - 矢田部トク子 役
  - 地方記者・立花陽介14「阿波鳴門通信局」（1999年12月21日） - 矢野和子 役
  - 京都金沢浦島太郎殺人事件（2003年5月13日） - 水田福子 役

#### TBS
- 東芝日曜劇場
  - さようならまたね（1963年）
  - こんど生まれたら（1963年）
  - 親いも子いも（1964年）
  - サファイアミンク（1964年）
  - 海（1964年）
  - 秋の蝶（1966年）
  - 限りある日を愛に生きて（1967年）
  - 雪の城（1967年）
  - 24才シリーズ・その3　結婚延期（1968年）
  - デートをへらせ （1971年）
  - 待ちぼうけ（1972年）
  - 灯の橋（1974年）
  - 翔べイカロスの翼（1979年）
- ザ・ガードマン
  - 第146話「俺の鎖をといてくれ!」（1968年）
  - 第224話「怪談・幽霊の赤ちゃん」（1969年）
- 新吾十番勝負 第2話「密使が飛ぶ」（1966年）- おさが 役
- 泣いてたまるか 第42話「先生ラブレターを書く」（1967年）
- レモンのような女（1967年）
- 怪奇大作戦 第1話「壁ぬけ男」（1968年） - 一鉄斉紫乃 役
- 水戸黄門
  - 第1部 第8話「まぼろしの剣 -浜松宿-」（1969年9月22日） - おかつ 役
  - 第3部 第21話「母恋巡礼 -岩国-」（1972年4月17日） - お静 役
  - 第6部 第17話「若君替玉作戦 -松山-」（1975年7月21日） - うめ 役
  - 第7部 第25話「母恋し、父（ちゃん）悲し -高田-」（1976年11月8日） - おしま 役
  - 第9部 第5話「黄門様のそっくりさん -仙台-」（1978年9月4日） - とよ 役
- キイハンター
  - 第8話「影なき狙撃者」（1968年5月25日）
  - 第69話「死刑執行25時」（1969年7月26日）
  - 第115話「復讐は夜ニヤニヤ笑う」（1970年6月13日）
  - 第139話「殺し屋とデートする女」（1970年11月28日）
  - 第170話「早撃ち拳銃王はげ鷹登場」（1971年7月3日）
  - 第173話「首のない男と女の戦争」（1971年7月24日） - 牧村輝子 役
  - 第220話「大追跡！殺しのしのび逢い」（1972年6月17日） - 美沙子 役
- ウルトラマンA 第24話「見よ! 真夜中の大変身」（1972年） - 早川よし子 役
- 大岡越前 第1部 第6話「三葉葵の謎」（1970年）- お時 役
- 大岡越前 第3部（1972年） - お文 役
- ゆびきり（1973年） - 有紀 役
- 江戸を斬る 梓右近隠密帳（1974年） - おさん 役
- 江戸を斬る 第6部 第14話「親子を結ぶ情捕縄」(1981年) - お島 役
- パパは独身（1976年） - みゆきの母 役
- Gメン'75
  - 第73話「バカ!大人のバカ!!」（1976年） - 平松信子 役
  - 第99話「安楽死」（1977年） - 村上和代 役
  - 第105話「香港-マカオ警官ギャング」（1977年） - 折口桐子 役
  - 第152話「女だけの通夜」（1978年） - 坂東厚子 役
  - 第244話「女教師の殺人」（1980年） - 植村和代 役
  - 第251話「Gメン対エーゲ海の骸骨」（1980年） - 藤崎アキ 役
  - 第265話「死化粧の女」（1980年） - 堀井八重子 役
- 女王蜂（1978年） - 速水蔦代 役
- 不毛地帯（1979年） - 小田君代 役
- 心（1980年 - 1981年） - 滝村ハナ 役
- おゆう（1983年） - 木村夫人 役
- 青が散る（1983年 - 1984年） - 星野祐子の伯母 役
- 少女が大人になる時 その細き道（1984年） - 椎名百合子 役
- 不良少女とよばれて（1984年） - 久樹信子 役
- 3年B組金八先生スペシャルIII「小さな嘘」（1984年10月5日） - 安恵美智子の母 役
- 乳姉妹（1985年） - 松本静子 役
- パパはニュースキャスター（1987年） - 五十嵐の妻 役
- 妻よ妻よ（1987年）
- こちら芝浦探偵社（1989年） - 山川雪江 役
- ルージュの伝言（1991年)
- 十年愛（1992年） - 田村清子 役
- ダブル・キッチン（1993年） - 藤原春子 役
- 赤い迷宮（1993年） - 酒井友恵 役
- ぽっかぽか（1994年 - 1996年） - 小沢澄江 役
- ラブの贈りもの（1996年 - 1997年） - 吉岡孝枝 役
- 理想の上司 第8話（1997年6月1日）- 緑川ふみ子 役 [7]
- 大好き!五つ子（1999年 - 2009年） - 桜井良枝 役
- 離婚計画〜いつか愛したあなたへ〜（2000年） - かつ子 役
- 昔の男（2001年） - 池田静子 役
- ホットマン（2004年） - 金子君江 役
- Mの悲劇（2005年）
- 病院へ行こう!（2006年） - 早坂道子 役
- ビギナーズ!（2012年） - 関根清子 役
- とんび（2013年） - 曽根崎頼子 役
- 夜のせんせい - 綾小路文江 役
  - 第8話「心中!? 愛の逃避行! 破滅! 退学! 卒業目前、次々騒動勃発!」（2014年3月7日）
  - 最終話「卒業式ボイコット! 秘められた過去と友達の死、涙の告白」（2014年3月21日）
- おやじの背中 第8話「駄菓子」（2014年8月31日） - 杉下とみ 役
- 私の家政夫ナギサさん - 鴫野瑞枝 役（遺作）
  - 第6話「おじさんの私生活調査開始! 敵の恋心も急加速!?」（2020年8月11日）
  - 第7話「おじさんの元カノ!? 過去の秘密…敵から愛の告白!」（2020年8月18日）
- 月曜ドラマスペシャル→月曜ミステリー劇場→月曜ゴールデン
  - 交通刑務所・刑務官2（1996年3月18日） - 中山薫 役
  - 浅見光彦シリーズ
    - 浅見光彦シリーズ9「天河伝説殺人事件」（1997年10月6日） - 長原敏子 役
    - 浅見光彦シリーズ25「姫島殺人事件」（2008年4月7日） - 中瀬古芳江 役

  - 親子弁護士の探偵帖3（1997年10月13日） - 風村ちづ 役
  - 一色京太郎事件ノート6「京都火祭り鬼面殺人事件」（1997年12月22日） - 志津 役
  - 弁護士芸者のお座敷事件簿2（1998年1月26日） - 山内キミコ 役
  - 警部補・坪内直哉 父と娘の事件簿（1998年2月23日） - 安藤加代 役
  - 十津川警部シリーズ22「京都・恋と裏切りの嵯峨野」（2001年4月2日） - 高木文子 役
  - 万引きGメン・二階堂雪6「逆恨み」（2001年4月9日） - 伊丹安江 役
  - 探偵 左文字進7「失踪」（2003年4月7日） - 緒方静江 役
  - 世直し公務員ザ・公証人
    - 世直し公務員ザ・公証人4（2004年2月16日） - 中嶋浜子 役
    - 世直し公務員ザ・公証人11（2014年4月14日） - 長谷部輝子 役

  - 検事 沢木正夫1「殺意の分岐点」（2004年6月7日） - 浜崎民江 役
  - 税務調査官・窓際太郎の事件簿12（2005年1月10日） - 松永フミ 役
  - 横山秀夫サスペンス ネタ元（2005年9月5日） - 水島恵子 役
  - 赤かぶ検事奮戦記5（2015年2月2日） - 浜岡尚代 役
  - 松本清張サスペンス・影の地帯（2015年7月6日） - 田代静江 役
  - 遺品整理人 谷崎藍子5「遺体なき殺人」（2015年7月27日、毎日放送） - 矢野初枝 役

#### フジテレビ
- シャープ火曜劇場 / 絶唱（1961年）
- 大奥（1968年） - 三重 役
- 銭形平次 第221話「卑怯者」（1970年）
- 泣くな青春（1972年 - 1973年） - 佐伯優子先生 役
- 駆け込みビル7号室（1979年）
- 大捜査線（1980年）第1話「撃て加納明」（1980年） - 菅井のりえ 役
- 新・江戸の旋風 第7話「つっぱりすぎた慾の皮」（1980年） - お秀 役
- どっきり花嫁の記（1982年）
- 松本清張サスペンス・見送って（1986年）
- プロゴルファー祈子（1987年 - 1988年） - 丸元律子 役
- 戦艦大和（1990年） - 吉岡の母 役
- 街（1990年） - 永井節子 役
- 炎の旅路（1990年） - 早川加代 役
- 愛の祭（1992年）- 水島花土 役
- 銭形平次（1993年） - おさと 役
- この愛に生きて（1994年） - 盛田千鶴子 役
- ゆずれない夜（1996年） - 立石正子 役
- ナースのお仕事（1997年） - 牧原百合子 役
- タブロイド（1998年） - 長谷川一枝 役
- お見合い結婚（2000年） - 広瀬里子 役
- 神様のいたずら（2000年） - 田代静子 役
- 私を旅館に連れてって（2001年） - 藤崎美佐代 役
- 新春ドラマスペシャル 秋刀魚の味（2003年）
- 東京湾景（2004年） - 和田光代 役
- ギルティ 悪魔と契約した女（2010年） - 野上千津 役
- HUNTER〜その女たち、賞金稼ぎ〜（2011年） - 杉田静枝 役
- 黄昏流星群（2012年） - 岡本信代 役
- 37歳で医者になった僕〜研修医純情物語〜（2012年） - 多田亜矢子 役
- ビューティフルレイン（2012年） - 上原愛子 役
- 白衣のなみだ 第一部「余命」（2013年） - 百田路代 役
- 花嫁のれん（2014年） - 中瀬川駒子 役
- 世にも奇妙な物語
  - ユリコちゃん（1991年） - ユリコちゃんの母 役
- 金曜エンタテイメント
  - お局探偵亜木子&みどりの旅情事件帳3（2000年） - 和田恵美子 役
- 金曜プレステージ
  - 屍活師〜女王の法医学〜（2013年） - 笠井初江 役

#### テレビ朝日
- 新選組血風録（1965年 - 1966年） - 近藤つね 役
- 特別機動捜査隊（1968年）
- 用心棒シリーズ 俺は用心棒（1969年）
- 鬼平犯科帳 第46話「しかえし」（1970年） - おふく 役
- 大忠臣蔵（1971年） - 橋本くみ 役
- 遠山の金さん捕物帳 第65話「鼻ッつまみの男」（1971年） - お蝶 役
- 緊急指令10-4・10-10 第15話「僕は泣かない」（1972年） - 塚本節子 役
- 非情のライセンス（1973年） - 根岸優子 役
- 破れ傘刀舟悪人狩り
  - 第13話「闇の黒幕」（1974年） - お仙 役
  - 第51話「人斬り子守唄」（1975年） - お弓 役
  - 第76話「帰らざる烙印」（1976年） - お仲 役
  - 第114話「侠盗かまいたち」（1976年） - 島田綾 役
- 特捜最前線 第19話「亜矢子・十七才の哀歌」（1977年）
- 俺はあばれはっちゃく 第41話「正義のワナだ㋪作戦」（1979年） - チヨ 役
- 鬼平犯科帳'82 第24話「むかしなじみ」（1982年） - おりん 役
- ゴールデンワイド劇場 / 終着駅はまだ遠い（1982年5月24日） - 斎藤知子 役
- 新・女捜査官 第6話「女子校生の危険なアルバイト」（1983年）
- はぐれ刑事純情派（1989年） - 上田邦子 役
- さすらい刑事旅情編III 第1話「裏切りの寝台特急北斗星・歪んだ愛情」（1990年）
- 七人の女弁護士（1993年） - 茅野静子 役
- 相棒 season2 第5話「蜘蛛女の恋」（2003年11月12日） - 七森日出子 役
- 異議あり!女弁護士大岡法江（2004年） - 拝島道子 役
- 松本清張没後20年・ドラマスペシャル 熱い空気（2012年） - 加藤シズ 役
- ドラマスペシャル 家政婦は見た!（2014年 - ） - 加藤シズ 役
- やすらぎの郷 第3話（2017年） - 菊村栄に話しかける婦人 役
- 重要参考人探偵（2017年） - 昭島のぶえ 役
- 黒薔薇 刑事課強行犯係 神木恭子（2017年） - 瀬名史子 役
- リーガルV〜元弁護士・小鳥遊翔子〜（2018年） - 塩見八重 役
- 土曜ワイド劇場
  - 出雲3号 0713の殺意（1989年5月6日） - 名取久恵 役
  - 京都殺人案内32（2010年） - 小林千代子 役
- 日曜プライム
  - 終着駅シリーズ32（2018年） - 湯本みねこ 役

#### テレビ東京
- 大江戸捜査網（1972年） - お京 役
- UFO大戦争 戦え! レッドタイガー（1978年） - 天野愛 役
- ドラマ女の四季 結婚介添人物語（1987年）
- 古都（1994年）
- 警視庁ゼロ係（2018年） - 磯松千恵子 役
- 記憶捜査〜新宿東署事件ファイル〜（2019年） - 沢辺和子 役
- 水曜ミステリー9
  - 検事・沢木正夫4（2016年） - 岡林文子 役

#### WOWOW
- 翳りゆく夏（2015年） - お手伝い・千代 役
- 希望ヶ丘の人びと（2016年） - 本條チヨ 役

### 映画
- あすの花嫁（1962年） - 酒井十糸子 役
- 無宿人別帳（1963年） - おみよ 役
- 女弥次㐂多 タッチ旅行（1963年） - 幸子 役
- 港に消えたあいつ（1963年） - 西山邦子 役
- 残菊物語（1963年） - おつる 役
- 花と竜（1966年） - 染奴 役
- 紀ノ川（1966年） - ウメ 役
- 智恵子抄（1967年） - のぶ子 役
- 復讐の歌が聞える (1968年)
- 組織暴力 兄弟盃（1969年） - 絹子 役
- 捨て身のならず者（1970年） - 佳代 役
- おれの行く道（1975年） - 土屋由江 役
- はだしのゲン（1977年） - ダビの母 役
- 東京大空襲 ガラスのうさぎ（1979年） - 女学校の先生 役
- ビー・バップ・ハイスクール（1985年） - 泉圭子 役
- 最後の博徒（1985年）- 荒谷静江 役
- 結婚案内ミステリー（1985年） - 女性カウンセラー 役
- 植村直己物語（1986年） - 野崎友子 役
- 遊びの時間は終わらない（1991年） - 平田道子 役
- 遠き落日（1992年） - 松島屋クマ 役
- きらきらひかる（1992年） - 岸田ゆり子 役
- 半落ち（2004年） - 高野しず子 役
- 日本の青空（2007年） - 中山選子 役
- 舞妓はレディ（2014年） - 鶴一 役
- ライアの祈り（2015年） - クマゴロウの母 役
- ウスケボーイズ（2018年）

### 吹き替え
- 慕情（1981年） - ハン・スーイン 役（ジェニファー・ジョーンズ） ※日本テレビ旧版
- ER Ⅵ 緊急救命室（2001年） - バーバラ・ナイト 役（グウィニス・ウォルシュ）

### CM
- ハートフォード生命保険
- 興和